# Henricus Teysinga
Henricus Teijsinga (1706-1756) was ingenieur en landmeter in de provincie Groningen. Hij studeerde aan de Groninger academie en hij werd in 1730 door de Senaat aangenomen als ingenieur en landmeter (Schroor, 1996, 12). In november 1730 werd hij benoemd tot stadsreken- en schrijfmeester aan de Latijnse school (de voorloper van het Stedelijk Gymnasium).
Teijsinga was de opvolger van Hindrik Warner Folckers (1699-1730), die het karteringswerk in opdracht van Thomas van Seeratt (1676 -1736) door ernstige ziekte niet had kunnen afronden. In april 1730 was Teijsinga al actief in de omgeving van Dorkwerd. Schroor (1996, 12-13) stelt dat het esthetische aspect bij de kaartproductie van Teijsinga meer op de voorgrond trad dan bij de kaarten van Folckers. Ook bevatten de kaarten van Teijsinga meer informatie. Teijsinga tekende in totaal ongeveer 60 kaarten. Een groot deel is opgenomen in de ‘Atlas der Provincielanden van Groningen 1722-1736’. In 1997 heeft Meindert Schroor een nieuwe uitgave van deze atlas verzorgd.